# 勝沼六郎
勝沼 六郎（かつぬま ろくろう、 1898年（明治31年）6月26日 - 1989年（平成元年）9月3日）は、日本の医師。内科医。国立療養所中部病院長。医学博士。静岡県出身。

## 人物・経歴
静岡県立静岡中学校を経て、1927年（昭和2年）、長崎医科大学卒業、助手。台湾総督府技師、愛知・西尾病院長。1933年（昭和8年）、名古屋帝国大学講師、1934年（昭和9年）、欧米出張。1938年（昭和13年）、勝沼病院長。1947年（昭和22年）4月、国立療養所大府荘長。1966年（昭和41年）4月、国立療養所中部病院長（初代）。1969年（昭和44年）、定年退官。

## 親族
- 長男：勝沼信彦（生化学）、徳島大学医学部長・名誉教授。徳島文理大学学長・名誉学長。
- 次男：勝沼恒彦（生化学）、東海大学教授。
- 兄：勝沼精蔵（血液学）、名古屋大学第3代総長。学士院賞。文化勲章。
- 甥：勝沼晴雄（衛生学）、東京大学名誉教授、杏林大学医学部長・副学長。